# Jerry Lawler
Jerry O'Neil Lawler (n. 29 noiembrie 1949) mai bine cunoscut sub numele de Jerry "The King" Lawler, este un luptător profesionist american semi-retras și comentator.